# Списък на народните представители от Четиридесет и шестото народно събрание
Тази статия представлява списък на народните представители от XLVI народно събрание. То е сформирано според резултатите от извънредните парламентарни избори в България, проведени на 11 юли 2021 г. Избрани са 240 депутати от 6 партии.

## Списък
Това е списък на народните представители от XLVI народно събрание:
1. Адлен Шевкед
2. Албена Върбанова
3. Александра Красимирова Стеркова
4. Александър Александров
5. Александър Благовестов Тодоров
6. Александър Богданов Николов
7. Александър Велиславов Тодоров
8. Александър Викторов Рашев
9. Александър Симидчиев
10. Александър Иванов
11. Александър Ненков
12. Александър Стайков Марков
13. Александър Тихомиров Симов
14. Алпер Азизов Мурадов
15. Андрей Чорбанов
16. Андрей Михайлов
17. Анита Петрова Коцелова
18. Анна Александрова
19. Антоанета Стефанова
20. Антоанета Цонева
21. Антон Йорданов Адамов
22. Арман Бабикян
23. Атанас Славов
24. Атанас Атанасов
25. Атанас Костадинов
26. Ахмед Ахмедов
27. Байрам Байрам
28. Билян Боримиров Кършовски
29. Благовест Кирилов
30. Бойко Клечков
31. Бонка Сергеева Василева
32. Борислав Гуцанов
33. Борислав Сандов
34. Бюрхан Илиязов Абазов
35. Валентин Милушев
36. Валери Пламенов Лачовски
37. Васил Димитров Апостолов
38. Васил Йорданов Георгиев
39. Велизар Шаламанов
40. Венцислав Михайлов Асенов
41. Веска Ненчева
42. Виктория Василева
43. Владимир Маринов Маринов
44. Владимир Стоянов Русев
45. Владислав Панев
46. Галина Иванова Таваличка-Георгиева
47. Галина Иванчева Димитрова
48. Галя Желязкова
49. Георги Георгиев Михайлов
50. Георги Запрев Динев
51. Георги Захаринин Попов
52. Георги Йорданов Ганев
53. Георги Милчев Чепишев
54. Георги Станчев Георгиев
55. Георги Кадиев
56. Георги Свиленски
57. Георги Тенев Станков
58. Георги Гьоков
59. Гюнай Хюсмен
60. Гюнер Ахмед
61. Даниел Валериев Георгиев
62. Дани Стефанова Каназирева
63. Даниел Митов
64. Даниела Анастасова Дариткова-Проданова
65. Делян Добрев
66. Деляна Валериева Пешева
67. Деница Сачева
68. Деница Николова
69. Десислава Атанасова
70. Десислава Танева
71. Десислава Цветанова Цонева
72. Джевдет Чакъров
73. Джейхан Хасанов Ибрямов
74. Дилян Господинов Господинов
75. Димитър Ангелов Иванов
76. Димитър Делчев
77. Димитър Главчев
78. Димитър Найденов
79. Димитър Аврамов
80. Димитър Иванов Гечев
81. Димитър Данчев
82. Димитър Йорданов Янев
83. Димитър Петров Сяров
84. Димитър Николов
85. Димитър Стоянов Гърдев
86. Драгомир Стойнев
87. Евгения Алексиева
88. Екатерина Захариева
89. Елисавета Белобрадова
90. Елхан Кълков
91. Ерджан Ебатин
92. Ешереф Ешереф
93. Жеко Дончев Станков
94. Живка Михалева Железова
95. Живко Иванов Табаков
96. Златомира Димитрова Карагеоргиева-Мострова
97. Зорница Велинова Стратиева
98. Ива Митева
99. Ивайло Вълчев
100. Ивайло Красимиров Кожухаров
101. Ивайло Мирчев
102. Ивайло Пеев Старибратов
103. Ивайло Христов Христов
104. Иван Тотев
105. Иван Валентинов Иванов
106. Иван Василев Хиновски
107. Иван Ченчев
108. Иван Димитров (ДБ)
109. Иван Руменов Клисурски
110. Иван Стойнов Кючуков
111. Ивелин Стоянов Стоянов
112. Иво Христов
113. Иво Георгиев Атанасов
114. Илиана Петкова Жекова
115. Илтер Бейзатов Садъков
116. Имрен Исметова Мехмедова
117. Ирена Методиева Димова
118. Ирена Тодорова Анастасова
119. Ихсан Халил Хаккъ
120. Йордан Цонев
121. Калоян Милков Янков
122. Катерина Георгиева Ряхова
123. Катя Максимова Панева
124. Кирил Ананиев
125. Кирил Сашев Симеонов
126. Корнелия Нинова
127. Костадин Ангелов
128. Красен Георгиев Кръстев
129. Красен Кралев
130. Красимир Вълчев
131. Кристиан Вигенин
132. Крум Георгиев Дончев
133. Крум Костадинов Зарков
134. Лидия Велик Маринова
135. Лъчезар Иванов
136. Лъчезар Иванов Бакърджиев
137. Любен Дилов – син
138. Любомир Антонов Каримански
139. Маноил Манев
140. Манол Костадинов Пейков
141. Манол Трифонов Генов
142. Мария Капон
143. Мария Цветанова Петрова
144. Мартин Димитров
145. Мартин Петров Андонов
146. Мая Манолова
147. Меглена Хари Гунчева
148. Мика Зайкова
149. Минчо Христов Куминев
150. Младен Маринов
151. Младен Шишков
152. Момчил Кунчев Иванов
153. Мукаддес Налбант
154. Мустафа Карадайъ
155. Надежда Георгиева Йорданова
156. Найден Зеленогорски
157. Николай Хаджигенов
158. Николай Емилов Христов
159. Николай Нанков
160. Николай Радулов
161. Николина Ангелкова
162. Павел Алексеев Христов
163. Павела Василева Митева
164. Павлин Павлов Кръстев
165. Паунита Михайлова Петрова
166. Пенчо Малинов Малинов
167. Петко Ангелков Кущирев
168. Петър Георгиев Кънев
169. Петър Николаев Николов
170. Петър Пандушев Чобанов
171. Петър Христов Димитров
172. Петър Ясенов Маринов
173. Петя Божидарова Димитрова
174. Петя Димчева Михалевска
175. Петя Николаева Цанкова
176. Петя Аврамова
177. Пламен Иванов Данаилов
178. Пламен Николаев Абровски
179. Пламен Николов
180. Радомир Петров Чолаков
181. Радослав Николов Бойчев
182. Радостин Петев Василев
183. Рамадан Аталай
184. Росен Желязков
185. Росен Кирилов Димов
186. Росица Любенова Кирова
187. Румен Гечев
188. Румен Димитров Христов
189. Румен Маринов Йончев
190. Румен Стефанов Павлов
191. Светлин Костов Стоянов
192. Светослав Бончев Колев
193. Светослав Георгиев Георгиев
194. Свилен Цонев Андреев
195. Севим Исмаил Али
196. Сезгин Юсеин Мехмед
197. Сергей Манушов Кичиков
198. Силви Кирилов Петров
199. Славена Димитрова Точева
200. Станислав Димитров Анастасов
201. Станислав Светозаров Балабанов
202. Стела Николова
203. Стефан Апостолов Апостолов
204. Стефан Иванов Бурджев
205. Стефан Тафров
206. Стефан Неделчев Мирев
207. Стоян Михалев
208. Стоян Михайлов Мирчев
209. Танер Кадир Тюркоглу
210. Танер Мехмед Али
211. Таня Койчева Андреева
212. Татяна Дончева
213. Теменужка Петкова
214. Тихомир Гочев Тенев
215. Тодор Байчев Байчев
216. Тодор Стаматов Тодоров
217. Тома Биков
218. Томислав Дончев
219. Тошко Хаджитодоров
220. Тунджай Рамадан Йозтюрк
221. Филип Маринов Станев
222. Филип Стефанов Попов
223. Филчо Кръстев Филев
224. Хайри Реджебов Садъков
225. Халил Реджепов Летифов
226. Хамид Хамид
227. Хасан Адемов
228. Християна Анастасова Тодорова
229. Христо Терзийски
230. Христо Валериев Гушков
231. Христо Георгиев Гаджев
232. Христо Иванов
233. Христо Михайлов Дочев
234. Христо Танчев Проданов
235. Цветан Иванов Енчев
236. Цецка Георгиева Бачкова
237. Чавдар Борисов Божурски
238. Юлиян Белчев Станев
239. Юлиян Милчев Ненчев
240. Явор Божанков

## Председатели и заместник-председатели на Народното събрание
1. Ива Митева (ИТН) – председател (21 юли 2021 – )
2. Атанас Атанасов (ДБ) – заместник-председател (21 юли 2021 – )
3. Кристиан Вигенин (БСП) – заместник-председател (21 юли 2021 – )
4. Мукаддес Налбант (ДПС) – заместник-председател (21 юли 2021 – )
5. Виктория Василева (ИТН) – заместник-председател (21 юли 2021 – )
6. Татяна Дончева (Изправи се.БГ) – заместник-председател (21 юли 2021 – )
7. Росица Кирова (ГЕРБ-СДС) – заместник-председател (21 юли 2021 – )